# Мірза Телетович
Мірза Телетович (босн. Mirza Teletović, нар. 17 вересня 1985, Мостар, СР Боснія і Герцеговина, СФР Югославія) — боснійський професійний баскетболіст, важкий форвард. Виступав за кілька команд НБА та Збірну Боснії і Герцеговини. 

## Ранні роки
Народився та виріс у Мостарі. Під час Боснійської війни та 18-місячної облоги Мостару перебував у місті. 
В юності Телетович грав у футбол, а також займався карате та кікбоксингом. Проте баскетбол переміг у його житті, так як саме в цій грі він почувався найкраще та тому, що баскетбольний майданчик був недалеко від його дому.

## Професійна кар'єра

### Європа

#### Слобода Тузла
Першою професійною командою Телетовича став клуб «Слобода» Тузла. В своєму першому сезоні він набирав в середньому 7,2 очка та робив 2,7 підбирання. В наступному сезоні у нього вже було 26,4 очки за гру та 6,6 підбирань за 17 ігор в Боснійському чемпіонаті.

#### БК Остенде
У 2004 році перейшов до чемпіонату Бельгії до команди «Остенде», де провів два роки. 

#### Басконія
В 2006 році підписав контракт з командою-учасницею Євроліги іспанською «Басконією». Першу гру за нову команду зіграв 1 жовтня 2006 року проти БК «Памеса», коли його команда здобула перемогу 95—94. В своєму першому сезоні в Євролізі він набирав 5,3 очка за гру та робив 2,8 підбирання. В 2007 році виставив свою кандидатуру на Драфт, але не був вибраний жодною командою НБА. 
В наступних трьох сезонах Телетович був гравцем основного складу та став навіть капітаном команди. 2008 року він виграв нагороду кращому молодому гравцю чемпіонату Іспанії. 2009 року був названий найціннішим гравцем кубку Іспанії.
За 10 ігор Євроліги сезону 2011—2012 він набирав 21,7 очка та 6 підбирань. В червні 2012 року досягнув з «Басконією» згоди про викуп контракту за 2 млн. євро для того, щоб зіграти в НБА.

### НБА

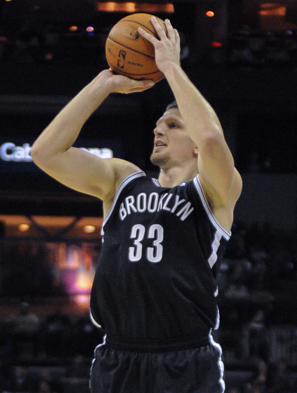
Телетович у складі «Брукліна»

#### Бруклін Нетс
16 липня 2012 Телетович підписав трирічний контракт з «Бруклін Нетс», а 5 листопада дебютував у лізі матчем проти «Міннесоти Тімбервулвз». У плей-оф провів один матч проти «Буллз».
29 листопада 2013 року Телетович записав до свого активу перший у американській кар'єрі дабл-дабл у грі проти «Х'юстон Рокетс», набравши 18 очок та 13 підбирань. 24 січня 2014 набрав рекордні в кар'єрі 34 очки, які допомогли перемогти «Даллас Маверікс» 107—106.
3 грудня 2014 року провів найкращу гру сезону 2014—2015 проти «Сан-Антоніо Сперс», набравши 26 очок та зібравши 15 підбирань. 23 січня 2015 року йому повідомили, що сезон для нього закінчено, так як йому діагностували тромбоемболію легеневої артерії. Проте він поправився швидше запланованого та навіть встиг зіграти один матч у плей-оф проти «Атланти Гокс».
18 червня 2015 року «Нетс» запропонували Телетовичу контракт на 4,21 млн. доларів як обмеженому вільному агентові, проте 9 липня відкликали свою пропозицію, тому їхні шляхи розійшлися.

#### Фінікс Санз
17 липня 2015 року Телетович підписав однорічний контракт на 5,5 млн. доларів з командою Фінікс Санз. Дебютував за нову команду в першому ж матчі сезону 28 жовтня проти «Даллас Маверікс», набравши 5 очок та 5 підбирань. 25 лютого 2016 року він набрав рекордні в сезоні 30 очок в матчі проти колишніх одноклубників «Нетс». 23 березня, в матчі проти «Лос-Анджелес Лейкерс» Телетович, встановив рекорд «Санз» за кількістю трьохочкових попадань за один сезон, виходячи на заміну. Він забив 151 кидок, обійшовши Денні Ейнджа з сезону 1992—1993. А 5 квітня, у грі проти «Атланти Гокс» встановив рекорд НБА за кількістю трьохочкових попадань за один сезон, виходячи на заміну. Він забив 165 кидків, обійшовши Чака Персона з «Сан-Антоніно Сперс» сезону 1994—1995. Проте наступного року його рекорд побив Ерік Гордон. Телетович закінчив сезон з 181 попаданням з-за дуги, 179 з яких були зроблені, виходячи на заміну.

#### Мілвокі Бакс
8 липня 2016 року Телетович підписав контракт з командою «Мілвокі Бакс». 5 листопада 2016 відзначився 22 очками та рекордними в кар'єрі сімома трьохочковими попаданнями у матчі проти «Сакраменто Кінґс».
Більшість наступного сезону пропустив через постійні травми. А 10 березня 2018 року був відрахований зі складу «Мілвокі».

### Завершення кар'єри
27 вересня 2018 року оголосив про завершення ігрової кар'єри та перехід на роботу у структурі Боснійської федерації з баскетболу.

## Національна збірна
Як гравець Збірної команди Боснії і Герцеговини Телетович брав участь в Євробаскеті-2003, Євробаскеті-2005, Євробаскеті-2011 та Євробаскеті-2013. 2011 року він набирав 13,8 очок та 5,8 підбирань, проте Боснія і Герцеговина зайняла тільки 17 місце з 24 команд.
В кваліфікації Євробаскету-2013 набирав 24,3 очки, 6,3 підбирань та 2,1 передачу, чим допоміг Боснії зайняти перше місце в групі. Під час фінального турніру мав у своєму активі 21 очко за гру, що було його найкращим результатом на чемпіонатах Європи. Сама ж Боснія і Герцеговина зайняла загальне 13 місце на чемпіонаті. В кваліфікації до Євробаскету-2017 Телетович набирав 17,5 очок та 4 підбирання.

## Ігрова статистика

### НБА

#### Регулярний сезон
| Сезон   | Команда | GP  | GS | MPG  | FG%  | 3P%  | FT%  | RPG | APG | SPG | BPG | PPG  |
| ------- | ------- | --- | -- | ---- | ---- | ---- | ---- | --- | --- | --- | --- | ---- |
| 2012–13 | Бруклін | 53  | 0  | 9.4  | .384 | .343 | .818 | 1.8 | .4  | .2  | .2  | 3.5  |
| 2013–14 | Бруклін | 72  | 7  | 19.4 | .418 | .390 | .710 | 3.7 | .8  | .4  | .3  | 8.6  |
| 2014–15 | Бруклін | 40  | 4  | 22.3 | .382 | .321 | .717 | 4.9 | 1.2 | .4  | .4  | 8.5  |
| 2015–16 | Фінікс  | 79  | 1  | 21.3 | .427 | .393 | .774 | 3.8 | 1.1 | .4  | .3  | 12.2 |
| 2016–17 | Мілвокі | 70  | 2  | 16.2 | .373 | .341 | .778 | 2.3 | .7  | .2  | .2  | 6.4  |
| 2017–18 | Мілвокі | 10  | 0  | 15.9 | .439 | .467 | -    | 2.3 | 1.0 | .4  | .1  | 7.1  |
| Кар'єра | Кар'єра | 324 | 14 | 17.8 | .406 | .371 | .755 | 3.2 | .8  | .3  | .3  | 8.1  |

#### Плей-оф
| Сезон   | Команда | GP | GS | MPG  | FG%  | 3P%  | FT%  | RPG | APG | SPG | BPG | PPG |
| ------- | ------- | -- | -- | ---- | ---- | ---- | ---- | --- | --- | --- | --- | --- |
| 2013    | Бруклін | 1  | 0  | 1.0  | .000 | .000 | .000 | .0  | .0  | .0  | .0  | .0  |
| 2014    | Бруклін | 12 | 0  | 18.3 | .439 | .339 | .667 | 3.3 | .3  | .4  | .2  | 8.3 |
| 2015    | Бруклін | 3  | 0  | 5.3  | .000 | .000 | .000 | 1.3 | .0  | .3  | .0  | .0  |
| 2017    | Мілвокі | 3  | 0  | 9.0  | .167 | .250 | -    | 1.0 | .0  | .3  | .0  | 1.0 |
| Кар'єра | Кар'єра | 19 | 0  | 13.9 | .398 | .313 | .667 | 2.5 | .2  | .4  | .1  | 5.4 |

## Особисте життя
Телетович є етнічним боснійцем. Одружений та виховує чотирьох дітей.